# Сахабутдинов, Рифхат Зиннурович
Сахабутдинов Рифхат Зиннурович (21 сентября 1955, с. Мур-Тамак, Татарская АССР ) - доктор технических наук (2001), профессор, лауреат Государственной премии Республики Татарстан в области науки и техники (1997) и Премии им. академика И.М.Губкина (1991), «Заслуженный деятель науки Республики Татарстан» (2005), «Почетный нефтяник ОАО «Татнефть» (2006), «Почетный нефтяник» Министерства энергетики Российской Федерации (2015), директор Татарского научно-исследовательского и проектного института нефти (ТатНИПИнефть) (2014-2019).

## Биография
Родился 21 сентября 1955 года в д. Мур-Тамак Сармановского района Татарской АССР.
В 1977 году окончил Московский государственный университет им. М.В. Ломоносова по специальности «химия».
В 2001 году защитил докторскую диссертацию в Татарском научно-исследовательском и проектном институте нефти в г.Бугульма. Является автором более 400 печатных работ, в том числе 5 монографий, 1 учебного пособия, 84 статей в журналах, рекомендованных ВАК РФ, 120 патентов РФ на изобретения и 31 патента РФ на полезные модели. Входит в состав диссертационного совета на базе института ТатНИПИнефть ОАО "Татнефть" и член диссертационного совета при Казанском государственном технологическом университете. Под его руководством подготовлено и защищено семь кандидатских диссертаций.

## Трудовая деятельность
1977-1980 инженер Научно-испытательного института химических и строительных машин в г. Сергиев Посад, Московская обл.
1980-2014 начал трудовую деятельность как старший инженер ТатНИПИнефть ОАО "Татнефть" в г. Бугульма.  В институте прошел трудовой путь в качестве заведующего сектором, заведующего лабораторией, начальника отдела исследования и промысловой подготовки нефти, газа и воды, первого заместителя  директора института.
2014-2019 гг. – директор института ТатНИПИнефть ОАО "Татнефть".

## Награды
- Медали ВДНХ – серебряная (1985г.) и две бронзовые (1986г., 1987г.)
- Знак «Ударник пятилетки» (1990г.)
- Медаль «В память 1000-летия Казани» (2005г.)
- Знак «Отличник изобретательства и рационализации» (2009г.)
- Почетная грамота Министерства энергетики Российской Федерации» (2010г.)
- Благодарственное письмо научно-технического общества нефтяников и газовиков им. академика И.М. Губкина (2013г.)
- Почетная грамота ОАО «Татнефть» (2015г.)
- Медаль «В ознаменование добычи трехмиллиардной тонны нефти Татарстана» (2015г.)
- Благодарственное письмо Председателя Государственного Совета Республики Татарстан (2016г.)

## Публикации
Утилизация и рациональное использование попутного нефтяного газа. Уфа : ГУП ИНХП РБ, 2015
Формирование и разрушение устойчивых водонефтяных эмульсий в промежуточных слоях. Казань : КГТУ, 2009
Методики испытаний деэмульгаторов для промысловой подготовки нефти. Казань : КГТУ, 2009